# بهشت: عشق
بهشت: عشق فیلمی است در قالب درام از اولریش زایدل کارگردان اتریشی که در سال ۲۰۱۲ ساخته شده. فیلم داستان زن ۵۰ ساله سفید پوستی است که به عنوان گردشگری جنسی به کنیا سفر می‌کند. این فیلم در جشنواره کن سال ۲۰۱۲ شرکت کرد.

## داستان
ترزا یک توریست اتریشی است که برای تفریح به کشور کنیا سفر می‌کند. او در کنیا با مردان جوان وارد رابطه جنسی می‌شود. این مردان در واقع کارگران جنسی هستند و خود را عاشق مشتریان نشان می‌دهند، آن‌ها در ازای کار خود درخواست پول نمی‌کنند بلکه برای خویشان خود مشتریان را تلکه می‌کنند. دوستان ترزا برای تولد او یک رقاص برهنه می‌آورند ولی از اینکه نمی‌توانند او را تحریک کنند ناامید می‌شوند. ترزا از فروشنده مشروب می‌خواهد وارد رابطه جنسی با او بشود و از او می‌خواهد آلت جنسی اش را ببوسد ولی او مودبانه سر باز می‌زند و او عصبانی و ناراحت او را بیرون می‌کند. در عین حال او از اینکه با دخترش در اتریش نمی‌تواند تلفنی صحبت کند ناراحت است.